# Sverrir Gudnason
Sverrir Gudnason (sinh ngày 12 tháng 9 năm 1978; tên đầy đủ: Sverrir Páll Guðnason) là nam diễn viên người Thụy Điển gốc Iceland. Gudnason sinh ra tại Lund, Thụy Điển và lớn lên tại Reykjavík, Iceland. Năm 1990, gia đình anh chuyển đến Tyresö, Thụy Điển.
Năm 2018, anh vào vai Margaret Blomkvist trong phim điện ảnh Cô gái trong lưới nhện ảo.